# Championnat d'Italie de hockey sur glace
L'IHL-Serie A (nom complet: La Serie A di hockey su ghiaccio, la Série A du hockey sur glace) est le plus haut niveau du hockey sur glace professionnel en Italie. La ligue débuta ses activités en 1924. Sous l'autorité de la Federazione Italiana Sport del Ghiaccio, la ligue décerne le Scudetto à l'équipe championne, à l'image de ce qui se fait dans la Série A de football. La ligue est commanditée par Reebok; incidemment, la coupe de la ligue se nomme la Rbk Hockey Cup.
A l'issue de la saison 2016, le championnat fusionne avec le championnat autrichien de 2e division formant l'Alps Hockey League. Les équipes italiennes étant regroupées dans deux poules de 4 équipes, les matchs joués fin décembre et début janvier comptent pour l'AlpsHL et la Série A. Les deux premiers de chaque poules sont qualifiées pour jouer l'Italian Hockey League Elite, un tournoi à élimination direct. Le vainqueur remporte le titre de Champion d'Italie.

## Les équipes engagées pour la saison 2023-2024
| Club                | Ville             | Date de création | Patinoire                    |
| ------------------- | ----------------- | ---------------- | ---------------------------- |
| SG Cortina          | Cortina d'Ampezzo | 1924             | Stadio olimpico del ghiaccio |
| HC Merano           | Merano            | 1968             | MeranArena                   |
| Sterzing Broncos    | Vipiteno          | 1948             | Weihenstephan Arena          |
| Unterland Cavaliers | Egna              | 2019             | WürthArena                   |
| HC Fassa            | Canazei           | 1955             | Gianmario Scola              |
| Renon Sport         | Renon             | 1984             | Arena Ritten                 |
| HC Gherdeina        | Sëlva             | 1927             | Pranives                     |

## Palmarès

### Par édition
- 1925 - HC Milano
- 1926 - HC Milano
- 1927 - HC Milano
- 1928 - néant
- 1929 - néant
- 1930 - HC Milano
- 1931 - HC Milano
- 1932 - SG Cortina
- 1933 - HC Milano
- 1934 - HC Milano
- 1935 - HC Diavoli Rossoneri Milano
- 1936 - HC Diavoli Rossoneri Milano
- 1937 - ADG Milano
- 1938 - AMDG Milan ¹
- 1939 - néant
- 1940 - néant
- 1941 - AMDG Milan ¹
- 1942 - néant
- 1943 - néant
- 1944 - néant
- 1945 - néant
- 1946 - néant
- 1947 - HC Milano
- 1948 - HC Milano
- 1949 - HC Diavoli Rossoneri Milano
- 1950 - HC Milano
- 1951 - HC Milano Inter
- 1952 - HC Milano Inter
- 1953 - HC Diavoli Rossoneri Milano
- 1954 - HC Milano Inter
- 1955 - HC Milano Inter
- 1956 - néant
- 1957 - SG Cortina
- 1958 - Milan-Inter HC ¹
- 1959 - SG Cortina
- 1960 - Diavoli HC Milan ¹
- 1961 - SG Cortina
- 1962 - SG Cortina
- 1963 - HC Bolzano
- 1964 - SG Cortina
- 1965 - SG Cortina
- 1966 - SG Cortina
- 1967 - SG Cortina
- 1968 - SG Cortina
- 1969 - HC Gherdeina
- 1970 - SG Cortina
- 1971 - SG Cortina
- 1972 - SG Cortina
- 1973 - HC Bolzano
- 1974 - SG Cortina
- 1975 - SG Cortina
- 1976 - HC Gherdeina
- 1977 - HC Bolzano
- 1978 - HC Bolzano
- 1979 - HC Bolzano
- 1980 - HC Gherdeina
- 1981 - HC Gherdeina
- 1982 - HC Bolzano
- 1983 - HC Bolzano
- 1984 - HC Bolzano
- 1985 - HC Bolzano
- 1986 - HC Merano
- 1987 - AS Mastini Varese Hockey
- 1988 - HC Bolzano
- 1989 - AS Mastini Varese Hockey
- 1990 - HC Bolzano
- 1991 - HC Milano Saima
- 1992 - HC Devils Milano
- 1993 - HC Devils Milano
- 1994 - AC Milan Hockey ²
- 1995 - HC Bolzano
- 1996 - HC Bolzano
- 1997 - HC Bolzano
- 1998 - HC Bolzano
- 1999 - HC Merano
- 2000 - HC Bolzano
- 2001 - Asiago Hockey AS
- 2002 - HC Milano Vipers
- 2003 - HC Milano Vipers
- 2004 - HC Milano Vipers
- 2005 - HC Milano Vipers
- 2006 - HC Milano Vipers
- 2007 - SG Cortina
- 2008 - HC Bolzano
- 2009 - HC Bolzano
- 2010 - Asiago Hockey
- 2011 - Asiago Hockey
- 2012 - HC Bolzano
- 2013 - Asiago Hockey
- 2014 - Ritten Sport
- 2015 - Asiago Hockey
- 2016 - Ritten Sport
- 2017 - Ritten Sport
- 2018 - Ritten Sport
- 2019 - Ritten Sport
- 2020 - Asiago Hockey
- 2021 - Asiago Hockey
- 2022 - Asiago Hockey
- 2023 - SG Cortina
- 2024 - Ritten Sport

¹ L'AMDG Milan, le Milan-Inter HC et le Diavoli HC Milano sont des équipes nées de la dissolution du HC Milano et du HC Diavoli Rossoneri Milano.

² HC Devils Milano a adopté le nom «AC Milan Hockey» pour la saison 1993-94.

### Par club
| Rang | Clubs                   | Titre(s) | Année(s) |
| ---- | ----------------------- | -------- | --- |
| 1er  | HC Bolzano              | 19       | 1963, 1973, 1977, 1978, 1979, 1982, 1983, 1984, 1985, 1988, 1990, 1995, 1996,1997, 1998, 2000, 2008, 2009, 2012 |
| 2e   | SG Cortina              | 17       | 1932, 1957, 1959, 1961, 1962, 1964, 1965, 1966, 1967, 1968, 1970, 1971, 1972, 1974, 1975, 2007, 2023            |
| 3e   | HC Milan                | 15       | 1925, 1926, 1927, 1930, 1931, 1933, 1934, 1937, 1947, 1948, 1950, 1951, 1952, 1954, 1955                        |
| 4e   | Asiago Hockey           | 8        | 2001, 2010, 2011, 2013, 2015, 2020, 2021, 2022                                                                  |
| 5e   | Milano Vipers           | 5        | 2002, 2003, 2004, 2005, 2006                                                                                    |
| 5e   | Renon Sport             | 5        | 2016, 2017, 2018, 2019, 2024                                                                                    |
| 6e   | HC Gherdeina            | 4        | 1969, 1976, 1980, 1981                                                                                          |
| 6e   | Diavoli Rossoneri Milan | 4        | 1935, 1936, 1949, 1953                                                                                          |
| 9e   | Devils Milan            | 3        | 1992, 1993, 1994                                                                                                |
| 10e  | AMDG Milan              | 2        | 1938, 1941 |
| 10e  | Diavoli HC Milan        | 2        | 1958, 1960 |
| 10e  | HCb Merano              | 2        | 1986, 1999 |
| 10e  | HC Varèse               | 2        | 1987, 1989 |
| 14e  | Milano Saima            | 1        | 1991 |
|      | Total                   | 84       | |